# Lithiumbis(trimethylsilyl)amid
Lithiumbis(trimethylsilyl)amid ist eine chemische Verbindung aus der Gruppe der Trimethylsilylamide. Es ist das Lithiumsalz von Hexamethyldisilazan.

## Gewinnung und Darstellung
Lithiumbis(trimethylsilyl)amid kann durch Reaktion einer Lösung von n-Butyllithium in Pentan mit einer Lösung von Hexamethyldisilazan in Ether gewonnen werden.
{\displaystyle {\ce {[(CH3)3Si]2NH + C4H9 Li -> LiN[Si(CH3)3]2 + C4H10}}}

## Eigenschaften
Lithiumbis(trimethylsilyl)amid ist ein farbloser Feststoff, der sich an Luft zersetzt, wobei Selbstentzündung erfolgen kann. Unter Stickstoff ist er beständig. Als Feststoff liegt er als Trimer vor. Er ist in vielen organischen Lösungsmitteln löslich und liegt in Lösung in THF oder Ether als dimer-monomer Mischung vor. In Kohlenwasserstoffen liegt als tetramer-dimer Mischung vor.

## Verwendung
Lithiumbis(trimethylsilyl)amid wird als Base zur Herstellung von Dienen und Enolaten verwendet. Es wird auch katalytisch zur Addition von P-H-Bindungen in Phosphanen an Carbodiimide zu Phosphaguanidinen und der Synthese von disubstituierten 1,2,5-Thiadiazolen verwendet.